# We Sing. We Dance. We Steal Things.
We Sing. We Dance. We Steal Things è il terzo album del cantautore rock Jason Mraz pubblicato nel 2008. Il nome dell'album è ispirato a quello di un'opera dell'artista David Shrigley.

## Tracce
1. Make It Mine - 3:08
2. I'm Yours - 4:03
3. Lucky (con Colbie Caillat) - 3:09
4. Butterfly - 5:00
5. Live High - 4:12
6. Love for a Child - 4:06
7. Details in the Fabric (con James Morrison) - 5:45
8. Coyotes - 3:38
9. Only Human - 4:03
10. The Dynamo of Volition - 3:36
11. If It Kills Me - 4:34
12. A Beautiful Mess - 5:38

### iTunes Bonus tracks
1. Make It Mine (Live: London Sessions) - 3:30
2. Life is Wonderful (Live from Amsterdam) - 4:35

## Classifiche
| Classifica (2008-09) | Posizione massima |
| -------------------- | ----------------- |
| Australia            | 3                 |
| Austria              | 4                 |
| Belgio (Fiandre)     | 47                |
| Belgio (Vallonia)    | 10                |
| Canada               | 3                 |
| Danimarca            | 24                |
| Francia              | 6                 |
| Germania             | 14                |
| Italia               | 36                |
| Norvegia             | 4                 |
| Paesi Bassi          | 6                 |
| Portogallo           | 4                 |
| Regno Unito          | 8                 |
| Spagna               | 9                 |
| Stati Uniti          | 3                 |
| Svezia               | 5                 |
| Svizzera             | 12                |